# Крампања
Крампања (фр. Crampagna) насеље је и општина у јужној Француској у региону Миди Пирене, у департману Арјеж која припада префектури Памје.
По подацима из 2011. године у општини је живело 692 становника, а густина насељености је износила 69,06 становника/km². Општина се простире на површини од 10,02 km². Налази се на средњој надморској висини од 350 метара (максималној 686 m, а минималној 335 m).

## Демографија
| 1962. | 1968. | 1975. | 1982. | 1990. | 1999. | 2011. |
| ----- | ----- | ----- | ----- | ----- | ----- | ----- |
| 311   | 321   | 308   | 404   | 509   | 560   | 692   |

График промене броја становника у току последњих година